# Candidatures als Jocs Olímpics d'estiu de 2012
Nou ciutats van presentar la seva candidatura als Jocs Olímpics de 2012 al Comitè Olímpic Internacional (COI). El Comitè va preseleccionar cinc d'aquestes -Londres, Madrid, Moscou, Nova York i París- d'entre les quals va ser Londres la que va resultar vencedora. Londres serà la primera ciutat que albergui uns Jocs Olímpics per tercera vegada, després dels celebrats en 1908 i 1948. El procés de selecció de la seu dels Jocs Olímpics de 2012 va ser considerat com un dels quals major competitivitat havia tingut en la història del COI. París va ser la candidatura que va explicar durant la major part de la campanya amb el paper de favorita, però la campanya que van realitzar els partidaris de Londres als últims moments va ser un factor decisiu per aconseguir l'èxit de la candidatura. Madrid va ser catalogada com una de les favorites, però la ciutat no va rebre suficients vots com per sobrepassar a París i Londres.
Després de l'avaluació tècnica de les nou candidatures originals, les primeres cinc ciutats van ser preseleccionades el 18 de maig de 2004, convertint-se en candidates oficials. Les altres ciutats aspirants -l'Havana, Istanbul, Leipzig i Rio de Janeiro- van ser descartades. Quatre de les cinc ciutats candidates eren famoses capitals d'Estat, la qual cosa representava un especial interès competitiu en la ronda final de l'elecció. París i Madrid ocupaven els llocs de favorites durant la fase d'elecció, però a principis de 2005, una avaluació més acurada dels candidats va col·locar a París i a Londres en una atapeïda carrera que es va anar estrenyent cada vegada més com menys faltava per al dia de l'elecció de la seu olímpica. El 6 de juliol de 2005, durant una votació de quatre rondes -que es va dur a terme durant la 117a sessió del COI- Moscou, Nova York, i Madrid van ser eliminades en les tres primeres rondes. Finalment, Londres es va imposar a París en l'última votació mitjançant un estret marge de 4 vots, aconseguint així el dret de celebrar els Jocs Olímpics de 2012.
Durant el mes següent a la 117º sessió del COI, els membres de la delegació de París 2012 van argumentar que la delegació de Londres havia violat les regles de COI. Els punts claus de les acusacions abocades contra Londres 2012 es basaven en la iniciativa d'oferir ajudes als atletes i en les pressions exercides pel primer ministre Tony Blair. Una declaració pública del President del COI Jacques Rogge va desmentir aquestes acusacions, declarant que la competició havia estat neta. Una altra controvèrsia va tenir lloc durant el procés d'elecció, quan una investigació secreta duta a terme per un programa de televisió britànic va revelar un escàndol de corrupció associat al membre del COI Ivan Slavkov i a diversos agents olímpics, els qui van oferir la seva ajuda per aconseguir vots a qualsevol de les candidatures presentades als Jocs Olímpics de 2012 a canvi de favors financers. Això va ocórrer quan el COI encara s'estava recuperant de l'escàndol de Salt Lake City, per la qual cosa va reaccionar ràpida i punitivament enfront dels individus que van trencar les regles.

## Procés d'elecció
El procés d'elecció de la seu olímpica comença amb la presentació de la candidatura d'una ciutat al Comitè Olímpic Internacional (COI) per part del seu corresponent Comitè Olímpic Nacional (AMB) i acaba amb l'elecció de la ciutat amfitriona per part dels membres del COI durant una sessió ordinària. El procés es regeix per la Carta Olímpica, com declara en el Capítol 5, Regla 34.
Des de 1999, aquest procés ha estat dividit en dues fases. Durant la primera fase, que comença immediatament després que es compleixi la data límit de presentació de candidatures, se'ls demana a les "ciutats aspirants" que emplenin un qüestionari que cobreix els temes de major importància a tenir en compte a l'hora organitzar uns bons Jocs. Aquesta informació permet al COI analitzar les capacitats de les ciutats, a més dels punts forts i febles dels seus projectes. Després d'un estudi detallat dels qüestionaris i dels informes posteriors, el Consell Executiu del COI selecciona les ciutats que es classifiquen per seguir competint en la següent ronda. La segona fase és l'etapa en la qual es juguen el seu futur les diferents candidatures: les ciutats aspirants (d'ara endavant cridades "ciutats candidates") han d'emplenar un segon qüestionari més ampli i detallat sobre les candidatures. Aquests informes són estudiats acuradament per la Comissió d'Avaluació del COI, un grup compost per membres del COI, representants de les federacions esportives internacionals, els Comitès Olímpics Nacionals, atletes, el Comitè Paralímpic Internacional i experts internacionals especialitzats en diversos camps. Els membres de la Comissió d'Avaluació realitzen llavors visites de quatre dies amb l'objectiu d'inspeccionar cadascuna de les ciutats candidates, on observen els llocs proposats per construir les instal·lacions i són informats sobre els detalls dels temes coberts en l'informe de la candidatura. La Comissió d'Avaluació comunica els resultats de les seves inspeccions en un informe als membres COI fins a un mes abans de l'elecció de la seu en la corresponent sessió del COI.
La sessió del COI en la qual es tria a la ciutat que organitzarà els Jocs Olímpics es duu a terme en un país que no hagi presentat cap candidatura per a l'organització d'aquests Jocs Olímpics. Els membres del COI que estan en actiu (excloent el president i els membres d'honor) participen en la votació per triar a la ciutat amfitriona. Els membres dels països que tenen una ciutat que participa en la competició no poden votar mentre la ciutat segueixi competint. La votació es duu a terme al llarg d'una successió de rondes fins que una candidatura aconsegueixi la majoria absoluta de vots; si això no succeeix en la primera ronda, la candidatura amb menys vots és eliminada i una altra votació comença de nou. En el cas que dues candidatures empatin amb el menor nombre de vots, es realitza una votació especial, el guanyador de la qual passa definitivament a la següent ronda. Després de cada ronda, s'anuncia quina ciutat ha estat eliminada. Després que s'anunciï la ciutat que albergarà els Jocs Olímpics, la delegació de la candidatura triada signa el "Contracte de la Ciutat Amfitriona" amb el COI, el qual delega les responsabilitats de l'organització dels Jocs a la ciutat i al Comitè Olímpic Nacional corresponent.

### Avaluació de les ciutats aspirants
La data límit per presentar la candidatura d'una ciutat per albergar els Jocs Olímpics de 2012 va ser el 15 de juliol de 2003. Les nou ciutats que van presentar candidatures abans d'aquesta data també van trobar en el 15 de gener de 2004 la data límit per al lliurament del qüestionari de la primera fase. Després d'analitzar els informes, el COI va oferir una mitjana ponderada de cada ciutat basada en les puntuacions obtingudes en cadascun dels onze temes del qüestionari: suport polític i social, infraestructura general, llocs esportius, Vila Olímpica, ambient, allotjament, transport, seguretat, experiència passada, finances i herència. Si la mitjana d'una candidatura és superior a sis (la mitjana predefinida com a referència pel COI), la ciutat és considerada summament capaç de rebre els Jocs Olímpics; d'una altra manera, si la puntuació és inferior a sis, se sol considerar que les seves possibilitats són bastant petites. El 18 de maig de 2004, el COI va anunciar les ciutats les candidatures de les quals van ser acceptades:
- París - puntuació de 8,5 (detalls de la candidatura)
- Madrid - puntuació de 8,3 (detalls de la candidatura)
- Londres - puntuació de 7,6 (detalls de la candidatura)
- Nova York - puntuació de 7,5 (detalls de la candidatura)
- Moscou - puntuació de 6,5 (detalls de la candidatura)
- Leipzig - puntuació de 6,0
- Rio de Janeiro - puntuació de 5,1
- Istanbul - puntuació de 4,8
- l'Havana - puntuació de 3,7

Els cinc aspirants amb les mitjanes més altes van passar a la següent fase com a ciutats candidates oficials. Com està estipulat, el COI els va concedir el dret d'usar els Anells Olímpics en l'emblema de la seva candidatura, juntament amb una etiqueta que identifica a les ciutats candidates.

### Avaluació de les ciutats candidates
Cap al 15 de novembre de 2004, tots els candidats havien enviat els informes de les seves candidatures al COI. Després que el COI les avalués durant un període d'anàlisi, les ciutats van ser visitades per la Comissió d'Avaluació del COI, formada per dotze membres del COI i presidida per la marroquina Nawal El Moutawakel. Les visites, que van durar quatre dies cadascuna, van tenir lloc entre el 3 de febrer i el 17 de març de 2005:
- Madrid - Del 3 al 6 de febrer
- Londres - Del 16 al 19 de febrer
- Nova York - Del 21 al 24 de febrer
- París - Del 9 al 12 de març
- Moscou - Del 14 al 17 de març

La candidatura parisenca va sofrir dos inconvenients durant la inspecció: diverses vagas i manifestacions van coincidir amb la visita i va ser publicat un informe en el qual es deia que Guy Drut, membre del COI i una de les peces claus de l'equip de la candidatura de París, hauria de fer front a càrrecs de presumpta corrupció financera lligats al partit polític al qual pertanyia.
El 6 de juny de 2005, el COI va publicar els informes d'avaluació de les cinc candidatures que va realitzar la Comissió d'Avaluació. Encara que aquests documents no continguessin puntuacions o classificacions, l'informe de París va ser considerat un dels més positius, seguit estretament pel de Londres, que havia solucionat la major part dels inconvenients observats durant l'avaluació de la primera fase en 2004. Nova York i Madrid també van obtenir avaluacions molt positives, mentre que Moscou va ser considerada la candidatura més feble. Durant aquest mateix dia, la candidatura de Nova York va sofrir un important revés després de conèixer-se que l'estat de Nova York rebutjava finançar el West Side Stadium, una peça clau de la candidatura de Nova York 2012. La candidatura de Nova York ja havia projectat un pla alternatiu una setmana després, però un canvi tan essencial tan sols un mes abans de la votació en la qual s'anava a triar a la ciutat amfitriona va minvar les possibilitats de Nova York.
Durant tot el procés de la competició totes les candidatures van barallar per aconseguir el major nombre de vots amb la vista posada en la 117º Sessió del COI. París va ser vista durant la major part del procés com la favorita, en particular perquè la seva candidatura era la tercera que havia presentat la ciutat en els últims anys (també havia aspirat als Jocs Olímpics de 1992 i 2008). Londres va ser catalogada al principi com la segona possibilitat, per darrere de París, guanyant aquesta última per un marge considerable, però aquesta situació es va començar a invertir a partir del nomenament de Sebastian Coe com a cap de la candidatura de Londres 2012 el 19 de maig de 2004. A la fi d'agost de 2004, els informes apuntaven a un empat entre Londres i París. En la carrera final cap a la 117º Sessió del COI, l'empat entre Londres i París es va anar estrenyent més i més. L'1 de juliol de 2005, el president del COI Jacques Rogge, quan li van preguntar quina ciutat seria la guanyadora, va respondre: "És només una sensació perquè no sé el que està en el cap dels membres del Comitè Olímpic Internacional, però crec que serà per menys de 10 vots, fins i tot tan pocs com cinc o sis".

### 117a sessió del COI

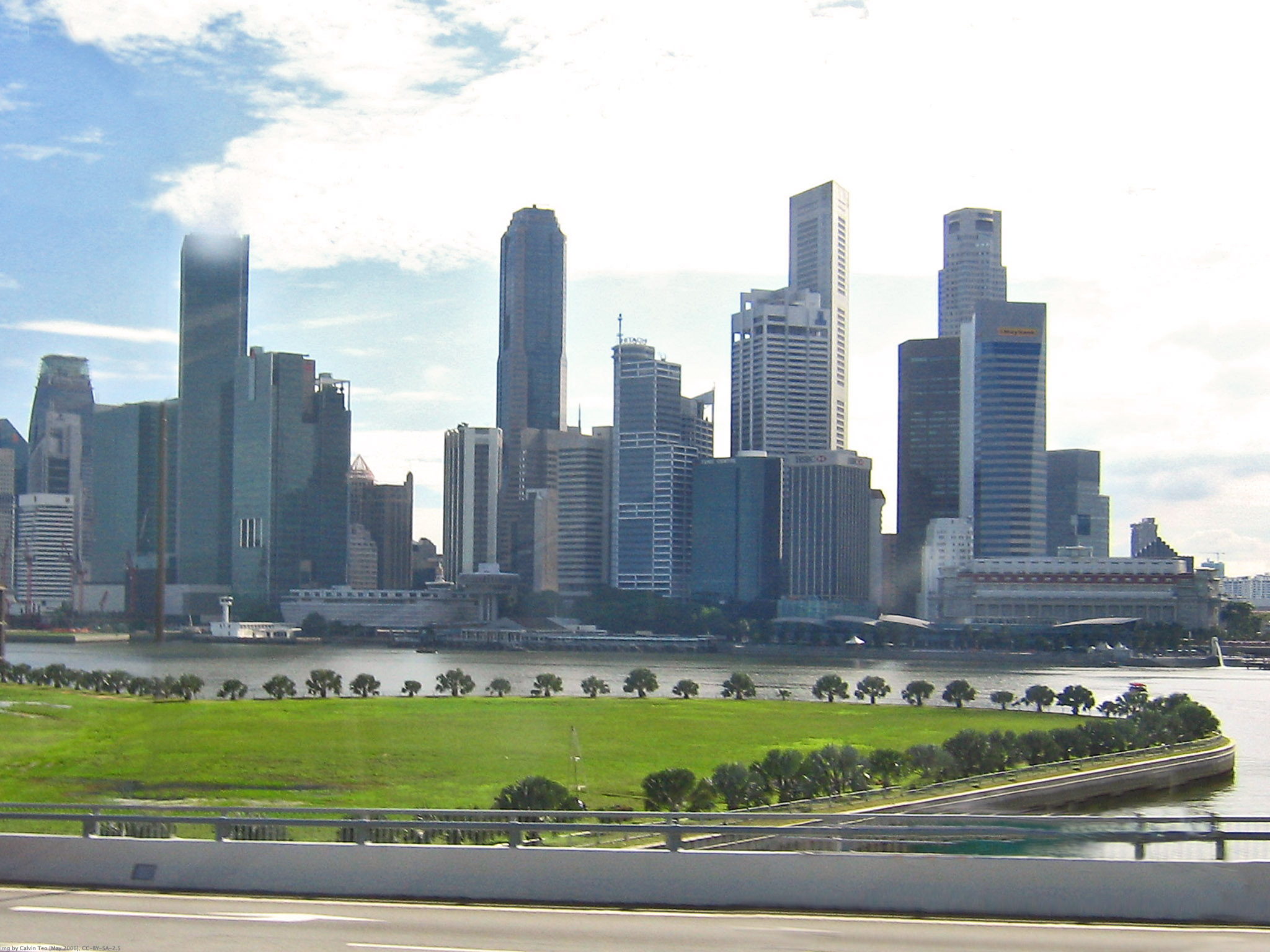
Vista de Singapur.

La cerimònia d'inauguració de la 117º Sessió del COI va ser duta a terme en el Esplanade - Theatres on the Bay, en Singapur, el 5 de juliol de 2005. El primer ministre Lee Hsien Loong va ser el convidat d'honor i va inaugurar oficialment la sessió. La música, el ball i les exhibicions d'arts marcials amb el lema "Una veu, un ritme, un món" van obrir la cerimònia. Un tipus especial d'orquídia híbrida va ser creat per usar-se en el cartell oficial de la sessió del COI a Singapur. La flor, anomenada "Vanda COI", prové de la Vanda Miss Joaquín, la flor nacional.
El 6 de juliol de 2005, el dia de la votació, la sessió del COI va ser duta a terme en el Raffles City Convention Centre. Va començar a la 1:00 UTC amb les exposicions finals, d'una hora cadascuna, de les ciutats candidates, seguides d'una sessió informativa per a la premsa de mitja hora, en el següent ordre: París, Nova York, Moscou, Londres i Madrid. Les presentacions de les candidatures van acabar a les 9:00 UTC i una presentació de l'informe definitiu de la Comissió d'Avaluació va precedir la votació. Dels 116 membres actius que componien el COI, 17 no podien votar en la primera ronda, deixant un total de 99 membres capaços d'exercir el seu dret al vot.
| Membres del COI inhabilitats per votar (17) | Membres del COI inhabilitats per votar (17)                                                                |
| Membres de països amb ciutats candidates (13) | Altres membres (4)                                                                                         |
| --- | --- |
| - Jean-Claude Killy - Henri Serandour - Anita L. Defrantz - James L. Easton - Robert Ctvrtlik - Vitaly Smirnov - Shamil Tarpischev - Alexander Popov - Ana, Princesa Real - Craig Reedie - Phil Craven - Infanta Donya Pilar de Borbó - Juan Antonio Samaranch Jr. | - Jacques Rogge (President del COI) - Ivan Slavkov (Suspès) - Nikos Filaretos (Absent) - Guy Drut (Absent) |

La votació electrònica va començar a les 10:26 UTC, i en les tres primeres rondes van ser eliminades Moscou, Nova York i Madrid, respectivament. Després que una ciutat fos eliminada, els membres que pertanyien als paísés d'aquestes ciutats, podien votar en les següents rondes. Londres i París van arribar a la quarta i última votació que va concloure a les 10:45 UTC. Una hora més tard, a les 11:49 UTC, Jacques Rogge anunciava formalment que Londres era la ciutat guanyadora. Aproximadament mil milions d'espectadors van observar aquest moment en directe a través de la televisió.
Després que s'anunciés la guanyadora, es van publicar els resultats de les votacions: Londres va aconseguir més vots en les rondes primera, tercera i última, mentre que Madrid va resultar vencedora en la segona, però no va aconseguir suficients vots en la tercera ronda, sent eliminada. La compatibilitat de les candidatures de París i Londres va ser plasmada en última instància mitjançant una diferència de quatre vots en l'última votació.
| Resultats de les votacions | Resultats de les votacions | Resultats de les votacions | Resultats de les votacions | Resultats de les votacions | Resultats de les votacions | Resultats de les votacions |
| Ciutat                     | Ciutat                     | País                       | Ronda 1                    | Ronda 2                    | Ronda 3                    | Ronda 4                    |
| -------------------------- | -------------------------- | -------------------------- | -------------------------- | -------------------------- | -------------------------- | -------------------------- |
| Regne Unit                 | Londres                    | Regne Unit                 | 22                         | 27                         | 39                         | 54                         |
| Bandera de França.         | París                      | França                     | 21                         | 25                         | 33                         | 50                         |
| Bandera d'Espanya.         | Madrid                     | Espanya                    | 20                         | 32                         | 31                         | -                          |
| Estats Units d'Amèrica     | Nova York                  | Estats Units               | 19                         | 16                         | -                          | -                          |
| Bandera de Rússia.         | Moscou                     | Rússia                     | 15                         | -                          | -                          | -                          |

## Candidatures de les ciutats

### Londres

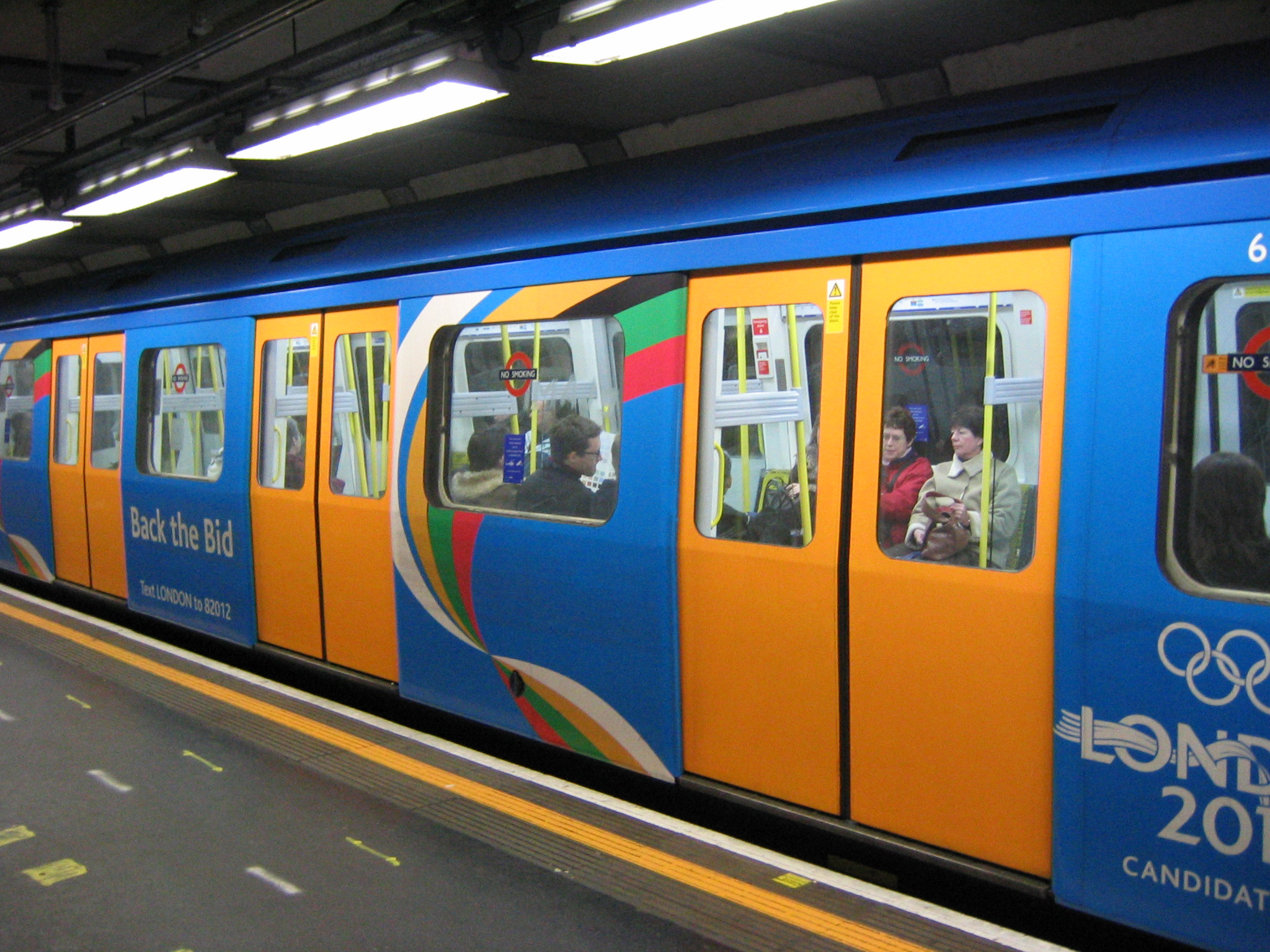
Un metro de Londres decorat amb la publicitat de Londres 2012.

Després que Birmingham i Manchester fracassessin a portar les seves candidatures a bon port pels Jocs Olímpics de 1992, 1996 i 2000, l'Associació Olímpica Britànica va decidir que Londres era la millor opció per perseguir l'objectiu d'albergar els Jocs Olímpics d'Estiu. La peça clau de la candidatura de Londres era el Lower Lea Valley, el lloc designat per albergar un Parc Olímpic de categoria mundial i la Vila Olímpica. Aquestes instal·lacions estaran comunicades mitjançant una llançadora d'alta velocitat, cridada Olympic Javelin, i mitjans de transport existents capaços de transportar a 240.000 persones per hora. Després que es clausurin els Jocs Olímpics, l'àrea es convertirà al major parc urbà construït en Europa durant els últims 150 anys, amb una superfície de 2 km² i serà la llar de l'Institut Olímpic de Medicina, un centre mèdic esportiu de rehabilitació. El projecte va requerir una millora substancial del sistema de metro de Londres, que se suposa que és capaç de transportar a les multituds d'espectadors que generen unes Olimpíades, i més inversions en nous centres olímpics per tota la ciutat. Londres era considerada com la segona favorita per albergar els Jocs Olímpics després de París, però la intensa pressió exercida per l'equip de la candidatura de Londres en les últimes etapes del procés d'elecció li va fer aconseguir un bon nombre de vots al seu favor.
El 7 de juliol de 2005, les celebracions per haver aconseguit els Jocs es van veure entelades pels atacs terroristes contra el sistema de transport públic de Londres. Això va comportar immediatament temors sobre la seguretat dels Jocs Olímpics de 2012, als quals el COI i els funcionaris britànics van respondre amb missatges tranquil·litzadors.

### París

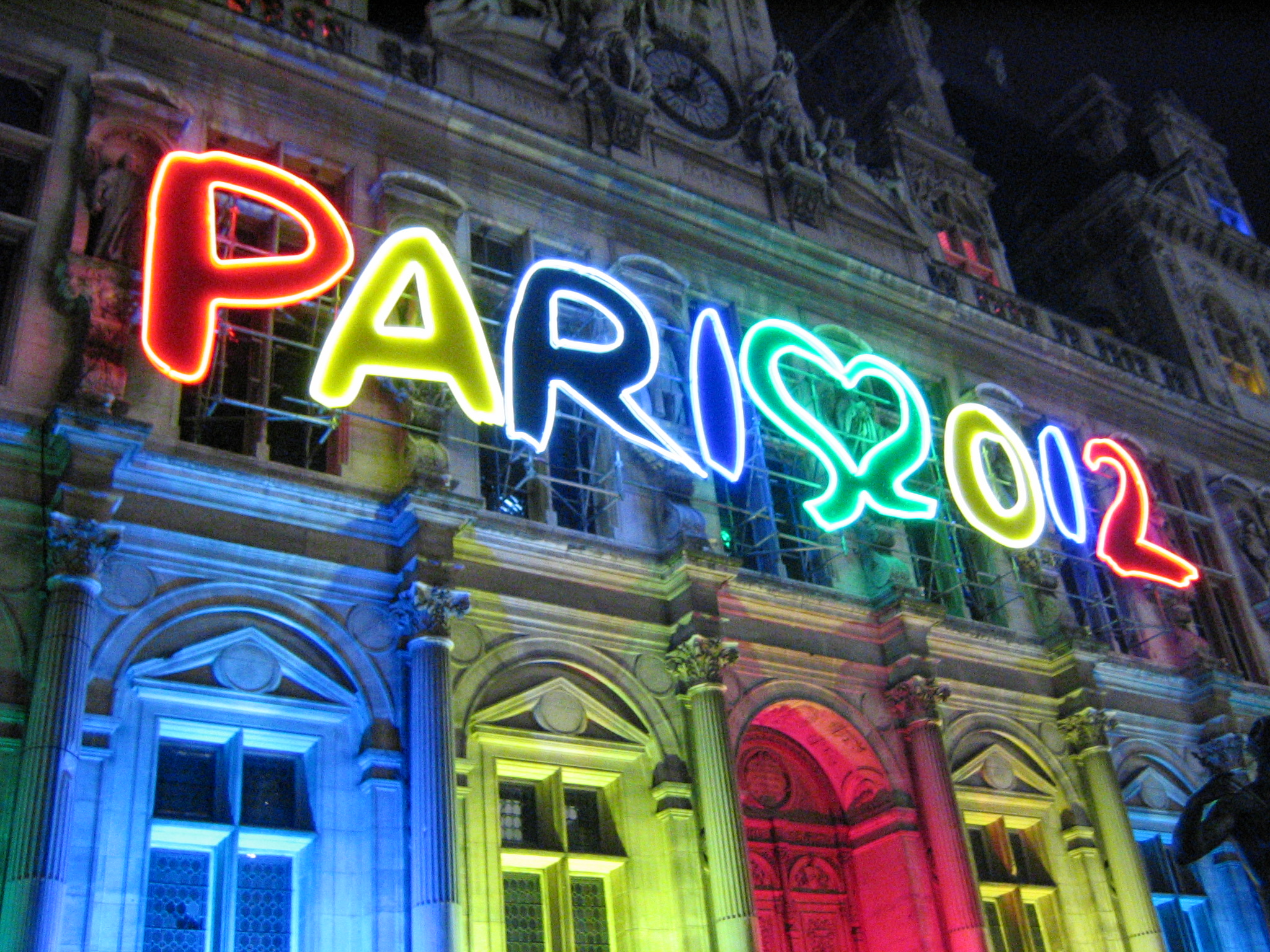
Emblema de la candidatura penjat en la façana de l'Ajuntament de París.

París va ser considerada durant molt temps com la ferma favorita per aconseguir albergar els Jocs Olímpics de 2012, en consideració per haver perdut amb candidatures anteriors que van intentar aconseguir els Jocs de 1992 i 2008, que finalment es van portar Barcelona i Pequín respectivament. La candidatura parisenca planificava col·locar les instal·lacions esportives a les zones nord i oest de la ciutat, amb la Vila Olímpica emplaçada al mig, a menys de 10 minuts de distància la una de l'altra. El pla va rebre una nota tècnica alta per part del COI, a causa del ben mantingut sistema de transport de la ciutat i a l'abundant allotjament, fent capaç a París d'allotjar a un gran nombre de turistes. La candidatura va obtenir molt suport per part dels parisencs i del país en general.
Encara que la major part de les infraestructures, com el Stade de France, estiguessin ja construïdes, el projecte proposava construir les instal·lacions esportives que fossin temporals per després poder ser mogudes i reutilitzades en altres llocs després dels Jocs. La rica herència cultural i olímpica de París va accentuar la perspectiva que la ciutat tenia molta experiència en la celebració d'esdeveniments esportius internacionals, com la Copa Mundial de Futbol de 1998 i el Campionat del Món d'atletisme de 2003. Tots aquests aspectes van fer que la posició de París es veiés enfortida.

### Madrid

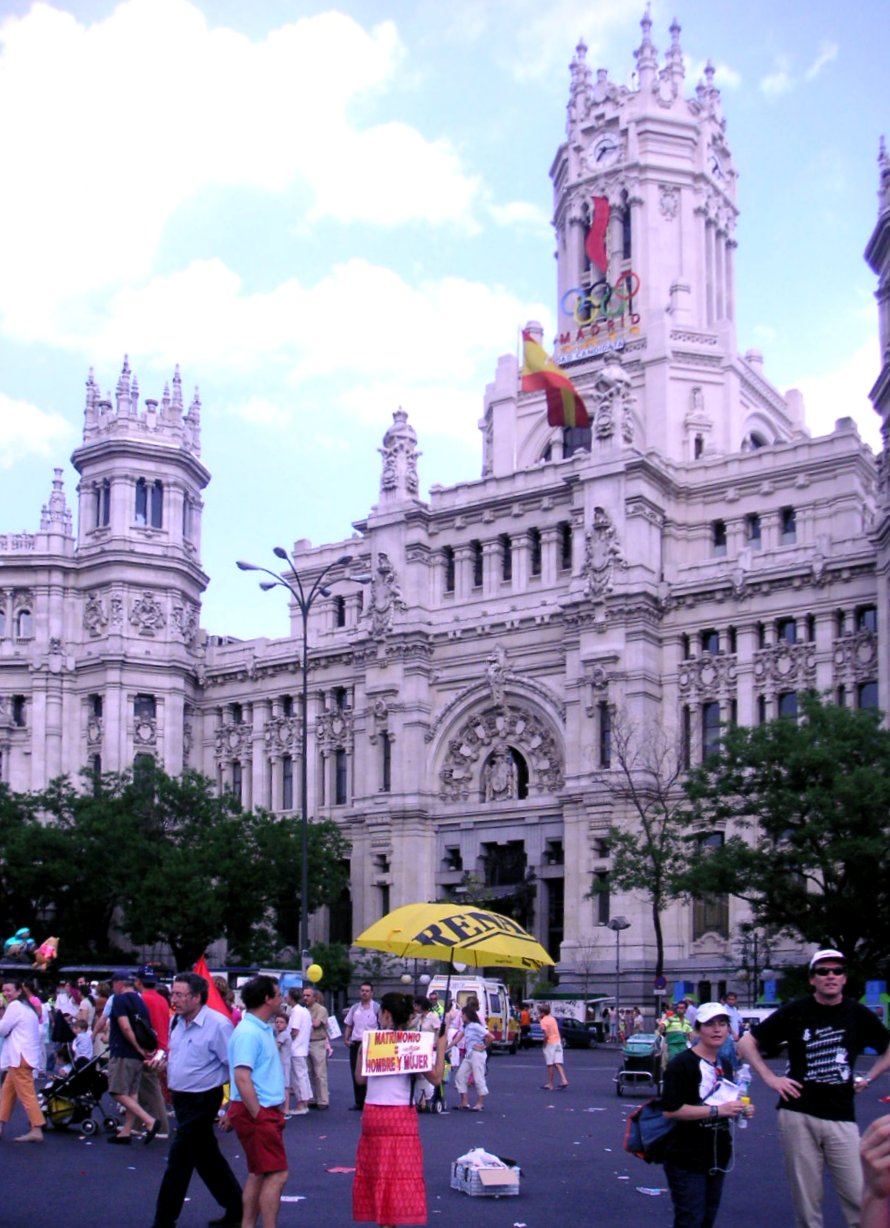
L'emblema de la candidatura de Madrid en la façana del Palau de l'Alcaldia de Madrid.

A principis de 2003, Madrid va vèncer a Sevilla en la carrera per representar a Espanya en la licitació pels Jocs Olímpics de 2012. Madrid va presentar una candidatura on gairebé totes les instal·lacions esportives estarien localitzades dins de tres zones properes al centre de la ciutat i properes les uneixis de les altres. El fet que diverses instal·lacions ja estiguessin construïdes feia que el cost d'albergar les Olimpíades fos bastant econòmic, i a més les noves instal·lacions esportives permanents haguessin proporcionat a la ciutat una duradora herència olímpica. Per primera vegada en la història dels Jocs, el transport i l'allotjament dels centenars de milers de turistes que s'ajuntarien a la capital espanyola serien completament dependents de les infraestructures de transport públic. Totes les instal·lacions i transports públics es durien a terme utilitzant energies renovables, la qual cosa convertiria als Jocs de Madrid en unes "Olimpíades verdes". La ciutat tenia experiència en la celebració de nombrosos campionats del món i d'Europa i de diverses modalitats d'esports olímpics. De les cinc candidatures, la de Madrid va ser la més recolzada per la població de la seva ciutat i la del país, i la seva promoció es va veure impulsada pel suport de l'ex president del COI Juan Antonio Samaranch, qui va aconseguir vots en favor de la capital espanyola. Durant el procés de la votació final, el príncep Albert de Mònaco, membre del COI, va posar en dubte la seguretat de Madrid, recordant l'explosió que havia tingut lloc pocs dies enrere en les proximitats de l'Estadi de la Peineta, símbol de la candidatura de Madrid. La delegació espanyola va trobar aquest comentari ofensiu i va considerar que l'elecció de Londres en comptes de Madrid, va ser conseqüència de les paraules d'Alberto. El 7 de juliol de 2005, només un dia després de l'anunci de Londres com a ciutat amfitriona dels Jocs Olímpics de 2012, Al-Qaeda va perpetrar una sèrie d'atacs terroristes contra el transport públic de Londres, matant a 52 persones.

### Nova York

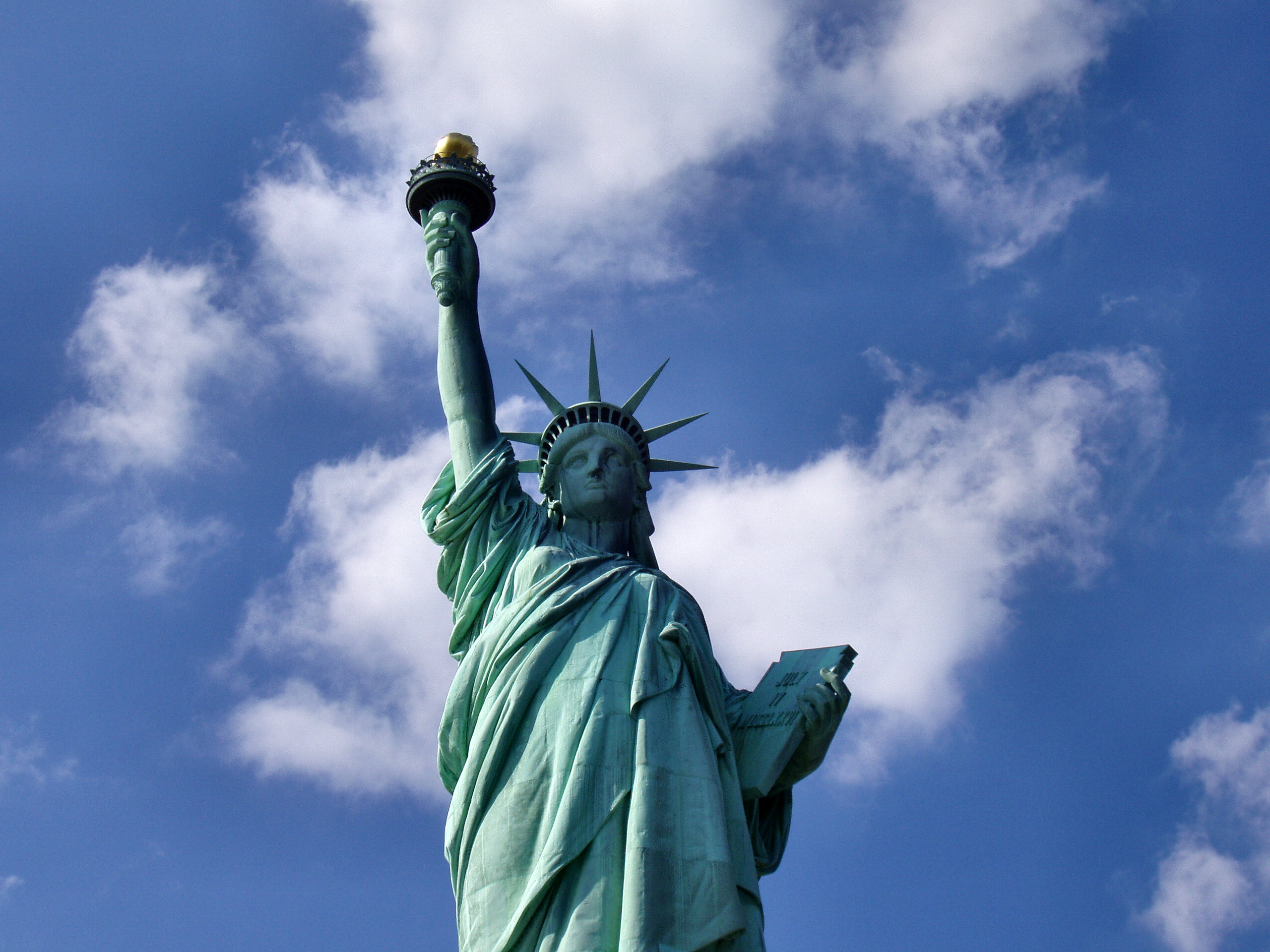
La Estàtua de la Llibertat formava part de l'emblema de la candidatura de Nova York.

Nova York va ser seleccionada, deixant en segon lloc a San Francisco, durant la competició interna dels Estats Units, celebrada en 2002. El pla Olympic X era el principal concepte proposat per l'equip de la candidatura: dues línies de transport primàries unirien juntes diverses instal·lacions olímpiques escampades per Manhattan, Queens, Brooklyn, i fins i tot en East Rutherford, Nova Jersey; la Vila Olímpica de 8.500 habitacions estaria localitzada en la intersecció de les línies. Dins d'aquestes zones, on ja existeixen llocs com el Madison Square Garden, el Yankee Stadium, Central Park, el USTA National Tennis Center, el Giants Stadium i el Continental Airlines Arena (Meadowlands Sports Complex), s'aixecarien noves instal·lacions, com el Queensbridge Athletic Center, el Greenbelt Equestrian Center i el Flushing Meadows Regatta Center. El que la ciutat assegurés abundants places hoteleres i posseís un alt nivell de capacitat per rebre turistes, a més de la qualitat de ser una ciutat global, van ser vists com alguns dels seus aspectes més forts. La candidatura va sofrir un gran contratemps quan l'estat de Nova York va decidir no finançar el West Side Stadium, el símbol del projecte, minvant així les possibilitats que Nova York es convertís a la ciutat amfitriona.
La candidatura de la ciutat va tornar a recuperar les seves possibilitats quan va anunciar un acord per construir un nou estadi (Citi Field), que seria usat com l'estadi olímpic en el qual es durien a terme les cerimònies d'inauguració i lliurament de medalles i l'atletisme. Nova York mai va ser vista com una de les favorites, i les seves possibilitats per aconseguir els Jocs es van veure afectades després que Vancouver, en Canadà, aconseguís ser triada com la ciutat que albergués els Jocs Olímpics d'Hivern de 2010.

### Moscou
El projecte de Moscou per a les Olimpíades de 2012 havia de ser construït mitjançant l'herència creada pels Jocs Olímpics de 1980. Les competicions haurien estat organitzades en instal·lacions esportives dins dels límits de la ciutat i en àrees properes al voltant del riu Moskva, la qual cosa els haurien convertit en els "Jocs més centralitzats de la història" segons el lema de la candidatura dirigida per Valery Shantsev. Totes les instal·lacions existents haurien estat completament renovades i les noves instal·lacions haurien estat construïdes i acabades a temps per a les Olimpíades. La peça clau i el cor de la candidatura olímpica de la ciutat era la nova i moderna Vila Olímpica, que seria construïda en una de les ribes del riu. Malgrat rebre un alt nivell de suport per part de la població de la ciutat i del país, a més de comptar amb una àmplia experiència a l'hora de celebrar esdeveniments, els punts febles de Moscou eren la seva poca capacitat hotelera i l'antiguitat del seu sistema de transport, que no hauria estat capaç d'enfrontar-se al dens tràfic propi d'uns Jocs Olímpics.

## Controvèrsies

### Publicitat de la candidatura de Londres
En el desembre de 2003, el primer ministre britànic Tony Blair va parlar sobre la candidatura de Londres durant "un desdejuni esportiu" en un cim en Nigèria. Blair va esmentar la candidatura en el context de la positiva herència que havien creat els Jocs de la Mancomunitat de 2002, celebrats en Manchester: "L'èxit que van tenir els Jocs de la Mancomunitat van inspirar la nostra candidatura a les Olimpíades." Ja que el COI prohibeix expressament qualsevol promoció internacional de les candidatures abans de la ronda final, el COI va escriure als funcionaris de la candidatura britànica demanant una explicació concernent a la presumpta violació de les normes. Els presidents de la Federació de Jocs de Mancomunitat Britànica i l'Associació Olímpica Britànica, i portaveus de Downing Street i Londres 2012 van negar qualsevol violació del codi de conducta del COI, insistint que els comentaris de Blair van ser trets de context, ja que en les seves paraules no hi havia intenció de publicitar la candidatura. No obstant això, per prevenir futurs xocs ètics, l'advocat Michael Beloff va ser designat comissionat d'ètica per a la candidatura de Londres dos mesos més tard.

### Escàndol de corrupció d'Ivan Slavkov
El 4 d'agost de 2004, el programa de la BBC Panorama va difondre els resultats d'una llarga investigació d'un any en la qual uns reporters es van fer passar per treballadors d'una signatura fictícia trucada "New London Ventures", a la qual li interessava per al seu negoci que Londres aconseguís els Jocs Olímpics de 2012. El documental va revelar com alguns agents olímpics podrien garantir vots de certs membres del COI a la candidatura de Londres a canvi de favors o de diners. Els reporters van gravar en secret la seva trobada amb un d'aquests agents, Goran Takac, qui els va presentar a Ivan Slavkov, membre del COI i president del Comitè Olímpic Búlgar. Slavkov estava disposat a negociar, ja que no hi havia decidit quin candidat pels Jocs Olímpics de 2012 aconseguiria el seu vot. Takac va esmentar que la posició de Slavkov en el COI era un avantatge per evitar les rígides regles que concerneixen a les reunions amb altres membres i que els honoraris pels serveis de Slavkov estaven inclosos en les xifres inicials que se'ls van donar als reporters.
En els dies següents a l'emissió del documental, la Comissió d'Ètica del COI va obrir una investigació per comprovar la veracitat de les acusacions abocades en el documental. Encara que els reporters de Panorama van declarar amb rotunditat que la candidatura de Londres no va estar relacionada a cap moment amb el desenvolupament de la investigació, els funcionaris de la candidatura van declarar que aquesta no tenia cap coneixement de la investigació ni havia participat en ella, esperant així distanciar-se de l'escàndol: "El que haig d'aclarir és que Londres 2012 no sabia gens sobre això -nosaltres no tenim res a ocultar", va dir Alan Pascoe, vicepresident de Londres 2012, comentant que "farien tot el que poguessin per cooperar [amb la investigació COI] i tractar aquest tema amb la importància que es mereix". Sebastian Coe, també un dels vicepresidents de la candidatura aleshores, va subscriure les paraules de Pascoe i va assegurar que "Londres 2012 ha actuat correcta i èticament en totes les fases del procés de la competició". Després de veure el documental, els membres del COI van alliberar de qualsevol sospita a Londres.
Després de l'emissió del documental, el COI va suspendre provisionalment a Ivan Slavkov i li va prohibir assistir als Jocs Olímpics de 2004. Jacques Rogge va comentar que estava "molest perquè algunes persones no obraven com Déu mana", subratllant que "Sota el meu comandament, puc assegurar que hi ha tolerància zero amb el comportament poc ètic". En un informe de la Comissió Ètica del COI publicat el 25 d'octubre de 2004, Slavkov era condemnat i la veracitat de la investigació de la BBC era ratificada: "l'enregistrament complet de la reunió entre el Sr. Slavkov i els dos periodistes revela que: ... mai i de cap manera el Sr. Slavkov s'oposa a discutir les condicions d'un contracte per assegurar els vots a la candidatura d'una ciutat per part dels membres del COI en els quals ell i el Sr. Takac probablement fossin capaços d'influir". Coneixent les acusacions, Slavkov va argumentar que va assistir a la reunió amb l'objectiu d'intentar trobar un suposat frau, no obstant això, la Comissió d'Ètica va ser més lluny, indicat que "a cap moment s'aprecia durant la reunió que l'única intenció del Sr. Slavkov era la de sorprendre a un suposats membres corruptes del COI". L'informe va donar a entendre que Slavkov "no va fer gens per trobar les veritables arrels de la corrupció" i que tan sols volia obtenir beneficis. L'informe va concloure que:
| « | "El Sr. Slavkov mancilló l'honor i la reputació del Moviment Olímpic i del COI... En veritat, la participació d'un membre del COI en aquesta 'negociació' va donar credibilitat a la hipòtesi manejada pels periodistes que alguns membres i agents del COI podrien intentar corrompre a altres membres del COI". | » |

El 7 de juliol de 2005, durant la 117º Sessió del COI, Ivan Slavkov va ser expulsat de l'organització després que els membres del COI duguessin a terme una votació del tipus 84-12.

### Queixes franceses posteriors a les votacions
La delegació parisenca, dirigida per Bertrand Delanoë, va al·legar que Tony Blair i la delegació londinenca havien infringit les regles del COI. L'11 de juliol de 2005, Delanoë va declarar que: "No han respectat les regles establertes pel Comitè Olímpic Internacional. No dic que ells coquetegessin amb la línia entre la legalitat i la il·legalitat, dic que la van creuar". Un aspecte polèmic de la candidatura de Londres era la seva iniciativa d'oferir paquets d'incentius per aconseguir la participació d'atletes, que incloïen vols gratis, menjar, trucades telefònica gratuïtes i altres regals. Immediatament després que es conegués la iniciativa, Londres la va retirar, probablement com a conseqüència que Jacques Rogge advertís que podia ser el començament d'una "guerra de candidatures". París també va al·legar que el cabildeo exercit per Tony Blair era il·legal, una forta acusació que va ser desmentida per Downing Street. Però el 4 d'agost de 2005, Jacques Rogge va evitar més controvèrsies mitjançant una declaració: "Vaig deixar molt clar que, al meu entendre, la competició va ser justa. Va ser duta a terme segons les regles que hem disposat". Els comentaris de Delanoë van ser criticats pels líders polítics parisencs; Claudio Goasguen, president local de la Unió per un Moviment Popular, va declarar que: "Ningú pot fer tal tipus d'acusacions sense lliurar cap prova".
Fins i tot abans de l'elecció de Londres com a seu dels Jocs Olímpics, les tibants relacions van augmentar el seu nivell de malestar entre les delegacions franceses i britàniques, ja en Singapur. L'equip de la candidatura parisenca va pensar presentar una queixa contra dos treballadors de la candidatura de Londres, Jim Sloman i Rod Sheard, després que aquests declaressin que el Stade de France no era adequat per albergar competicions d'atletisme, una acció que va en contra de les regles del COI, que prohibeixen a qualsevol candidatura fer declaracions de qualsevol candidatura rival. L'equip de Londres 2012 va negar que els seus dos empleats estiguessin contractats per la candidatura en aquells moments i van subratllar que les seves opinions no van reflectir les opinions de la candidatura de Londres.

### Controvèrsia sobre errors en les votacions
El 23 de desembre de 2005, Alex Gilady, un membre israelià del Comitè Olímpic Internacional i membre de la Comissió de Coordinació per a Londres 2012 del COI, va suggerir que Madrid hauria obtingut un punt més en detriment de París, la qual cosa hagués obligat a una votació de desempat, però això no va ocórrer així perquè el membre grec del COI Lambis Nikolaou va pressionar el botó incorrecte. Gilady va ser encara més lluny i va declarar que si això hagués ocorregut, Madrid hagués sortejat a París en la votació de desempat i hauria guanyat a Londres en la votació final. No obstant això, Craig Reedie, membre britànic del COI, va desmentir aquestes declaracions, al·legant que amb la reclamació "d'un membre anònim es 'podria' haver fet alguna cosa que 'podria' haver causat una mica més que 'podria' haver causat un resultat diferent, la qual cosa és un més d'aquesta 'classe de rumors que corren la veu després de moltes de les votacions del COI'".
Cap a finals de 2005, Lambis Nikolaou va desmentir les reclamacions de Gilady: "Totes les conjectures quant a la meva actuació en la tercera ronda de les votacions de les candidatures als Jocs Olímpics de 2012 són completament infundades. Declaro que no vaig votar durant la tercera ronda, com ja havia anunciat durant la votació en qüestió". El COI va ratificar està declaració mitjançant el nombre de votants, el que demostra que, fins i tot si Nikolaou hagués votat a favor de Madrid, la ciutat no hagués guanyat a París en la tercera ronda de votació. Gilady va demanar perdó posteriorment mitjançant una carta a Nikolaou, negant que ell hagués esmentat el nom de Nikolaou.

## Potencials ciutats aspirants
A més de les nou ciutats aspirants inicials, altres ciutats també van desitjar ser candidates als Jocs Olímpics de 2012, però algunes candidatures internes no van ser seleccionades pels seus respectius Comitès Olímpics Nacionals (en cas de més que una ciutat volgués representar al seu país), unes altres no van ser proposades al COI i altres candidatures van ser retirades abans que realitzessin el treball administratiu necessari.
La capital nigeriana, Abuja, va planificar presentar-se com a candidata i convertir-se així a la primera ciutat africana que podria organitzar uns Jocs Olímpics, però al final no va emplenar l'informe necessari. En Àsia, tres ciutats van estar interessades a albergar els Jocs, però oficialment no van presentar cap candidatura: les  índies Hyderabad i Nova Delhi i la israelí Tel-Aviv. En Sud-amèrica, el Comitè Olímpic del Brasil va escollir a Rio de Janeiro en lloc de São Paulo, i si Rio de Janeiro hagués estat seleccionada pel COI, s'hauria convertit en la primera Olimpíada organitzada a Sud-amèrica. En Canadà, Toronto va planificar al principi optar als Jocs de 2012 després d'haver perdut les Olimpíades de 2008, però com Vancouver va aconseguir els Jocs Olímpics de 2010, la ciutat canadenca va cancel·lar aquest projecte. En els Estats Units, la ciutat de Nova York va ser escollida pel Comitè Olímpic dels Estats Units en lloc de San Francisco, encara que diverses altres ciutats van presentar les seves candidatures per aconseguir ser la candidata nord-americana pels Jocs Olímpics; aquestes ciutats van ser Houston, Washington D. C. (en cooperació amb la propera Baltimore), Cincinnati, Dallas, Pittsburgh, Los Angeles i Tampa (en cooperació amb la propera Orlando). Diverses ciutats europees van voler seguir el deixant de Londres, Madrid, Moscou i París, i aconseguir el suport del seu AMB. Alemanya va escollir a Leipzig en lloc de Düsseldorf, Frankfurt del Main, Hamburg i Stuttgart, mentre que en Espanya, Sevilla va perdre enfront de la candidatura de Madrid. Altres ciutats que van temptejar presentar-se a l'organització dels Jocs Olímpics van ser Budapest, Milà, Roma, Estocolm, Göteborg, Malmö, Oslo i Copenhaguen.